# 木四牌坊
木四牌坊，位于山西省临汾市翼城县县城唐兴镇城内村，旧城南十字街心，在石四牌坊以南约百余米，其西北侧即拥有巨大十字歇山顶的城内关帝庙。

## 历史
木四牌坊创建年代已不可考。由翼城县东河下人、云南道监察御史史学迁倡议重修，以恢复当地盛景，完成于明万历四十一年（1613年），即在他修建石四牌坊的两年之后。

## 建筑
木四牌坊相比石四牌坊更加壮观华丽，体量巨大，为四柱三间式的四面合体，四根金柱用材粗壮，支撑起巨大的十字歇山顶，风格繁复华丽，结构复杂精巧。
牌楼的四面均镶嵌有上下两块匾额，内容均与科举考试有关，分别是：东侧的“乡科”、“桂殿分香”；南侧的“明经”、“宫墙脱颖”；西侧的“甲科”、“澹墨传芳”；北侧的“封翁”、“龙章宠赫”。

## 保护
2004年6月10日，四牌坊公布为第四批山西省文物保护单位。
2013年3月5日，石四牌坊和木四牌坊公布为第七批全国重点文物保护单位。